# 誰にもなれない私だから
「誰にもなれない私だから」（だれにもなれないわたしだから、英: I'm Nobody）は、トゲナシトゲアリの7枚目のシングル。2024年4月13日に表題曲が、4月20日にカップリング曲「声なき魚」が先行配信され、5月22日にマキシシングルが発売された。

## 概要
表題曲「誰にもなれない私だから」はメンバーが声優としても参加しているテレビアニメ『ガールズバンドクライ』のエンディング曲として書き下ろされた。同作のオープニング曲である「雑踏、僕らの街」とは対照的な、しっとりとした曲調となっており、理名は「雑踏、僕らの街」が"トゲアリ"、「誰にもなれない私だから」が"トゲナシ"で、セットでトゲナシトゲアリだと語っている。歌詞はテレビアニメ作中のトゲナシトゲアリのメンバーの過去を思わせるものとなっている。
2曲目に収録されたカップリング曲「声なき魚」（こえなきさかな、英: Voiceless Fish）は『ガールズバンドクライ』作中にて理名が演じる井芹仁菜、夕莉が演じる河原木桃香、美怜が演じる安和すばるの3人が結成したバンド「新川崎（仮）」名義の楽曲であり、第3話のラゾーナ川崎プラザルーファ広場でのライブシーンで使用された。劇中の設定では桃香が作詞作曲した楽曲となっており、「挫折してでも幸せになりたい」という歌詞のテーマも含めて、桃香を演じた夕莉は特に好きな楽曲としてこの曲を挙げている。また、理名と夕莉の掛け合いや、勢いのあるギターソロなど、ライブでも演奏するのが楽しい楽曲だと語っている。
3曲目には『雑踏、僕らの街』のカップリング曲「空の箱」の、夕莉による弾き語りバージョンが収録された。

## リリース
「誰にもなれない私だから」は2024年3月16日に行われたワンマンライブ「薄明の序奏」にて初披露された。4月13日には、テレビアニメ『ガールズバンドクライ』第2話の放送終了と同時に「誰にもなれない私だから」が、4月20日には第3話の放送終了と同時に「声なき魚」が、それぞれ各種音楽配信サービスにて先行配信された。5月22日には6枚目のシングル『雑踏、僕らの街』と同時に発売された。
また、両楽曲の『ガールズバンドクライ』の劇中で使用されたバージョンが、2024年9月11日に発売された同作のサウンドトラック「TVアニメ『ガールズバンドクライ』オリジナルサウンドトラック」に収録された。

## 評価

### 誰にもなれない私だから（評価）
ライターのナカニシキュウは音楽ナタリーに寄せた『棘ナシ』のレビュー記事にて、「穏やかなピアノと3連リズムの歌メロによってバラード曲のように始まったかと思いきや、次第に激しい16ビートのアグレッシブなサビへと展開していく。そのダイナミズムこそが本楽曲の最大の特徴であり、彼女たちの幅広い表現力をこの1曲だけで存分に味わい尽くすことができる。イントロやアウトロなどでは、深めにコーラスのかかったギターの冷たいストロークや、寂しげに中空を漂うようなモノフォニックシンセのリードが独特のメランコリックな空間を形成。いかにもアニメのエンディングらしい、深い余韻を演出することに成功している。」と評している。
『紅蓮華』などで知られる音楽家の草野華余子は本作と「雑踏、僕らの街」に共通して「透明感の中にある鋭利な“トゲ”」を感じたと語り、「トゲナシトゲアリの音楽は青春の形見なんだ。青いから透き通っていて、青いから残酷なんだ。歪だけど洗練されていて、危ういまま胸を抉ってくる彼女たちの音楽、これからが楽しみです。」と評している。

### 声なき魚（評価）
ライターのナカニシキュウは「歪んだギターストロークと歌で始まるパンキッシュなナンバーとなっており、至るところに挟まれるメカニカルなギターフレーズが聴きどころだ。」と評している

## 収録曲
| #         | タイトル                                 | 作詞                     | 作曲      | 編曲               | 時間  |
| --------- | ---------------------------------------- | ------------------------ | --------- | ------------------ | ----- |
| 1.        | 「誰にもなれない私だから」               | カイザー恵理菜           | 遊部優介  | 玉井健二、南田健吾 | 3:11  |
| 2.        | 「声なき魚」(新川崎（仮）)               | 大西省吾、カイザー恵理菜 | 大西省吾  | 玉井健二、大西省吾 | 3:04  |
| 3.        | 「空の箱」(第1話弾き語り)                |                          |           |                    | 0:54  |
| 4.        | 「誰にもなれない私だから」(Instrumental) |                          |           |                    | 3:11  |
| 5.        | 「声なき魚」(Instrumental)               |                          |           |                    | 3:00  |
| 合計時間: | 合計時間:                                | 合計時間:                | 合計時間: | 合計時間:          | 13:20 |